# Kelsey Nakanelua
Kelsey Nakanelua, född 22 december 1966, är en amerikansk samoansk friidrottare. Han deltog vid olympiska sommarspelen 2000 och olympiska sommarspelen 2004.